# Evangelische Kirche (Hattenbach)

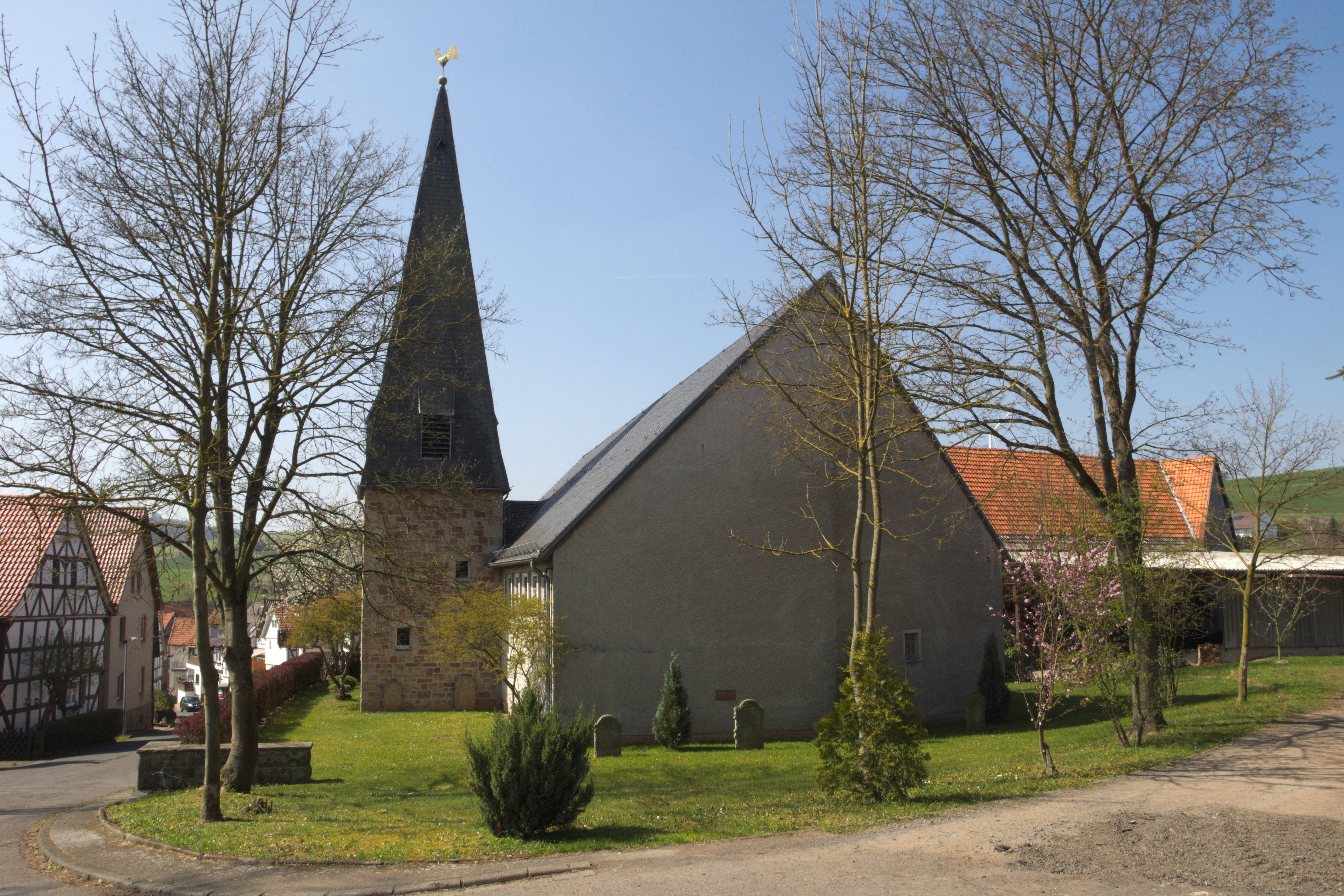
Evangelisches Gemeindezentrum

Die Kirche Hattenbach ist ein denkmalgeschütztes Kirchengebäude im Ortsteil Hattenbach der Marktgemeinde Niederaula im Landkreis Hersfeld-Rotenburg in Hessen. Die Kirchengemeinde gehört zum Kirchenkreis Hersfeld-Rotenburg im Sprengel Hanau-Hersfeld der Evangelischen Kirche von Kurhessen-Waldeck.

## Beschreibung
Im Jahre 1968 musste die über 350 Jahre alte Kirche, die bereits eine mittelalterliche Vorgängerin hatte, einem vielseitig nutzbaren Gemeindezentrum an gleicher Stelle weichen. Das Gebäude wurde von Günther Gundermann entworfen. Der Grundriss ist sechseckig, ähnelt aber einem Trapez. Der mittelalterliche Kirchturm aus Bruchsteinen schmiegt sich im Südwesten an das Gebäude an. Ihm wurde nachträglich ein schiefergedeckter spitzer Helm aufgesetzt, in dessen Dachgauben sich Klangarkaden befinden. Im Glockenstuhl hängt eine um 1950 gegossene Kirchenglocke.
Teile der Vorgängerbauten wurden im Gottesdienstraum wiederverwendet, wie ein romanisches Tympanon mit einem Relief zwischen zwei Säulen in der Mitte und zwei Kreuzen zu beiden Seiten aus der zweiten Hälfte des 12. Jahrhunderts und die Orgel mit acht Registern, einem Manual und einem Pedal, die zwischen 1725 und 1728 von Johann Eberhard Dauphin gebaut wurde.